# ブランチ・ビングリー
ブランチ・ビングリー（Blanche Bingley, 1863年11月3日 - 1946年8月6日）は、イングランド・ロンドングリーンフォード出身の女子テニス選手。ウィンブルドン選手権の黎明期に活躍した選手で、女子シングルス第2回大会の1885年から1912年まで28年間の長きにわたってプレーした。初優勝は第3回大会の1886年で、それ以後1900年まで6度の優勝を記録している。1887年にジョージ・ヒルヤード（1864年 - 1943年）と結婚した後は、2つの姓を併用して「ブランチ・ビングリー・ヒルヤード」（Blanche Bingley Hillyard）と名乗った。夫のジョージ・ヒルヤードは、1907年から1924年までウィンブルドン選手権の主催者「オールイングランド・クラブ」の秘書を務めた人で、1908年のロンドン五輪で男子ダブルスの金メダルを獲得したこともある。

## 来歴
ウィンブルドン選手権は1877年に創設されたが、女子シングルスはそれから7年後の1884年に第1回の競技大会が行われ、初代優勝者はモード・ワトソン（1864年 - 1946年）であった。最初の2回は通常のトーナメント方式で行われ、ビングリーは1885年の第2回大会でワトソンに 1-6, 5-7 で敗れて準優勝になった。第3回大会以後の競技方式は、前年優勝者を除く他の選手たちが1回戦から「チャレンジ・ラウンド」（Challenge Round, 挑戦者決定戦）を戦い、それを制した人が前年優勝者と決勝を戦う「オールカマーズ・ファイナル」（All-Comers Final）方式で優勝を決定した。1886年の第3回大会で、ブランチ・ビングリーは最初の「チャレンジ・ラウンド」を勝ち上がった後、「オールカマーズ・ファイナル」決勝でワトソンを 6-3, 6-3 で破り、ウィンブルドン選手権の女子シングルスで2人目の優勝者になった。
ところが、次の第4回大会でビングリーに強敵が出現する。1887年大会でチャレンジ・ラウンドを勝ち上がったロッティ・ドッドは、当時15歳10ヶ月の少女であったが、ビングリーはドッドに 2-6, 0-6 で完敗し、女王の座を明け渡す。それ以後、ドッドには1888年・1891年-1893年と5度にわたる決勝対決で全敗に終わった。1887年にジョージ・ヒルヤードと結婚した後、ビングリーは夫の姓を併用して「ブランチ・ビングリー・ヒルヤード」と名乗るようになり、以後はこの名前でウィンブルドン選手権の優勝記録表に掲載されている。1889年にビングリーが2度目の優勝を果たした時は、ドッドは一時的にウィンブルドン選手権を退いた時期だった。1893年にビングリー・ヒルヤードとドッドが3年連続5度目の決勝対決を行った後、ドッドは最終的にテニス界を退き、ゴルファーに転向した。
その後、ビングリー・ヒルヤードは1894年・1897年・1899年・1900年の4度優勝して総計「6勝」を記録したが、1901年の「オールカマーズ・ファイナル」でシャーロット・クーパー・ステリーに敗れた。ウィンブルドン決勝には1885年から1901年まで史上最多「13回」出場し、「6勝7敗」の戦績を残している。最後のウィンブルドン出場は1912年で、この時は48歳の高齢を迎えていた。当時はテニス競技自体が黎明期にあり、テニス人口もまだ少なかったため、このようなキャリアを送ることが可能な人もいたのである。ブランチ・ビングリー・ヒルヤードは、夫に先立たれてから3年後、1946年8月6日にロンドンで82年の生涯を閉じた。
ブランチ・ビングリーは2013年に国際テニス殿堂入りを果たした。

## ウィンブルドン選手権の成績
- 女子シングルス優勝：6勝（1886年・1889年・1894年・1897年・1899年・1900年）
- 女子シングルス準優勝：7度（1885年・1887年・1888年・1891年-1893年・1901年）